# Il banchiere assassinato
Il banchiere assassinato è un romanzo poliziesco del 1935 dello scrittore italiano Augusto De Angelis, primo della serie dedicata alle indagini del commissario De Vincenzi della squadra mobile di Milano.

## Trama
Il commissario Carlo De Vincenzi della squadra mobile di Milano è al lavoro di notte nel suo ufficio, quando riceve la visita inaspettata dell'amico Giannetto Aurigi.
Aurigi, dopo aver assistito alla Scala con la fidanzata ed i genitori di lei ai primi due atti dell'Aida, aveva lasciato il teatro per girare in solitudine per le vie nebbiose della città.
Grande è la sorpresa del commissario quando riceve una telefonata che lo informa che è stato commesso un omicidio proprio nell'appartamento di Aurigi in via Monforte. Recatosi sul luogo del delitto, il commissario scopre che la vittima è il banchiere Mario Garlini, la cui banca aveva prestato una grossa somma di denaro ad Aurigi.
Nel suo incontro all'ufficio del commissario, Aurigi aveva ammesso che negli ultimi tempi aveva giocato in borsa perdendo grosse somme, pertanto era impossibilitato a saldare il suo debito con la banca di Garlini.

## Edizioni
- Il banchiere assassinato (Le undici meno una), Milano, Aurora Edizioni, 1935. - Collana Gialli n.86, Milano, Garzanti, 1975.
- Il banchiere assassinato, Collana La memoria n.782, Palermo, Sellerio, 2009,  p. 212, ISBN 978-88-389-2376-0.
- Il banchiere assassinato, Collana Oscar Narrativa (anche Oscar scrittori moderni), n. 2107, Milano, Mondadori, 2015,  p. 180, ISBN 978-88-04-65186-4. - I Classici Oro de Il Giallo Mondadori n.7, luglio-agosto 2017.
- Il banchiere assassinato, Collana Ecra Letteratura, n. 12, Ecra, 2017,  p. 236, ISBN 978-88-655-8219-0.